# Ivan Liška
Ivan Liška (* 8. November 1950 in Prag) ist ein tschechisch-deutscher Tänzer, Künstlerischer Leiter des Bayerischen Junior Ballett München und ehemaliger Direktor des Bayerischen Staatsballetts. Er stammt aus einer Künstlerfamilie. Sein Vater war der Maler Karel Liška, seine Großmutter Sängerin, sein Großvater Geiger.

## Lebensstationen
Liška erhielt seine Tanzausbildung am Prager Konservatorium. Seinen  ersten Auftritt  absolvierte er 1964 in Prag und tanzte am Nationaltheater Prag. Im Sommer 1969 verließ er die Tschechoslowakei. Es folgten Engagements bei der Deutschen  Oper am Rhein von 1969 bis 1974, an der Bayerischen Staatsoper München von 1974 bis 1977 und an der Staatsoper Hamburg von 1977 bis 1998. In Hamburg war er über 20 Jahre lang Solist bei John Neumeier. Er wurde am 1. September 1998 zum Direktor des Bayerischen Staatsballetts berufen. Unter seiner Leitung wurden Tourneen nach St. Petersburg, Madrid, Budapest, Italien, Kanada, Prag, Türkei und Indien unternommen.
Ivan Liška ist der erste Choreograph in Deutschland, der mit seiner Kompanie ein Stück von Pina Bausch aufführen durfte. Die Premiere von „Für die Kinder von gestern, heute und morgen“ fand am 3. April 2016 in München statt. Liškas Direktion endete mit der Spielzeit 2015/16. Er leitet das Bayerische Junior Ballett München (ehemals Bayerisches Staatsballett II / Junior Company), das sich aus den Volontären des Bayerischen Staatsballetts und den Stipendiaten der Heinz-Bosl-Stiftung zusammensetzt. 
Liška war von 1977 bis zu ihrem Tod im Mai 2021 verheiratet mit der Ballerina und Ballettmeisterin Colleen Scott (1945–2021). Aus der Ehe gingen zwei Söhne hervor.

## Hauptrollen
Einige seiner Hauptrollen in der fast 30-jährigen Bühnen-Zeit waren:
- Triadisches Ballett von Oskar Schlemmer
- Apollo (Apollon musagète)
- Orpheus (Rilke)
- Lysander (Sommernachtstraum)
- Matthäus Passion
- The Exiles von José Limón
- Peer Gynt.

## Auszeichnungen
- 2007: Medaille für besondere Verdienste um Bayern in einem Vereinten Europa
- 2009: Bayerischer Verdienstorden
- 2012: Deutscher Tanzpreis des Vereins zur Förderung der Tanzkunst in Deutschland[8]
- 2012: Bayerischer Maximiliansorden für Wissenschaft und Kunst[9]
- 2016: Tanzpreis der Landeshauptstadt München
- 2017: Bayerische Staatsmedaille für besondere Verdienste um die Umwelt